# باربارا دی فینا
باربارا دی فینا (انگلیسی: Barbara De Fina؛ زادهٔ ۱۹۴۶ ) تهیه‌کننده فیلم اهل ایالات متحده آمریکا است. او به عنوان تهیه‌کننده بسیاری از فیلم‌های مارتین اسکورسیزی به عنوان یک جزئی جدایی‌ناپذیر نامیده می‌شود که مشارکت انتقادی داشته‌است.